# 吉浦遥
吉浦 遥（よしうら はるか、1988年12月5日 - ）は、大分県出身の元レースクイーン・元タレントである。プラチナムプロダクションに所属していた。愛称は、はるたん、はるる。

## 略歴
- 2008年：全日本ロードレース選手権、鈴鹿8時間耐久ロードレースにて「RS-ITOHレースクイーン」として活動（当時は「HARUCA」名義で活動していた）。
- 2009年：ツインリンクもてぎエンジェル11期生に選出され活躍した[1]。
- 2010年：1年間でツインリンクもてぎエンジェルの契約を終了していたが、12期生として加わった吉田のぞみが一身上の都合によりわずか3ヵ月で脱退したことを受け、7月より2011年春まで再びもてぎエンジェルとして活動した[2]。また、フォーミュラ・ニッポンKCMG（クゥン・チン・モーター・グループ）のレースクイーンとして活動。この年のSUPER GT第４戦のセパンサーキットにてRE雨宮のレースクイーンとしてスポット参加し、フォーミュラ・ニッポン、SUPER GT共にデビューを果たす。同年フジテレビ系列で放送されたダイヤモンドグローブのラウンドガールを荒川結奈らと共に担当した。
- 2011年：SUPER GT、フォーミュラ・ニッポン「SG CHANGI Racing」のレースクイーン「SG CHANGI Roses」として同じプラチナム所属の則島奈々美、中山美緒、三樹レイカと共に活動。
- 2012年：葉月みなみ、愛原涼と共にSUPER GT「Weds Sport RACING PROJECT BANDOH」レースクイーンとして活動。
- 2013年：ミス・ユニバース・ジャパン2013に石川県[3]代表としてファイナリストまで残るも、受賞はならなかった。同年、赤西あやと共にSUPER GT「HANKOOK Lady」を務める。
- 2014年：千葉悠凪、有馬綾香、小嶋千尋と共にSUPER GT「ZENT sweeties」として活動。同年6月9日、六本木morph tokyoにて行われたセクシー☆オールシスターズLIVEより、同シスターズ内のユニット「爆乳甲子園」に加入した[4]。
- 2016年現在は芸能界を引退しており一般人である。

## 人物
- 妹が一人いる（自身のブログより）。
- 高校3年の時、週刊ヤングサンデーの水着グラビアオーディションに応募するも落選している[5]。
- 前述のミス・ユニバース・ジャパンで大分県でなく石川県代表としてエントリーしたのは、先祖が石川県出身だったという理由からである[3]。

## 出演

### テレビ
- トキめけ!ウィークワンダー（フジテレビ）
- 志村&鶴瓶のあぶない交遊録（2009年1月2日、テレビ朝日）
- 中居正広の(生)スーパードラマフェスティバル（2009年7月6日、フジテレビ） - 林弓束と共にアシスタントとして出演
- 前人未「答」の調査バラエティ シラベテミタイ（2012年12月26日、日本テレビ） - 「告白されて脳にグッとくる方言」の大分県代表として出演[6]
- 櫻井有吉アブナイ夜会（TBSテレビ）

### 舞台
- PUNCH LINE Vol.03 at the WASEDA ZONE-B（2008年11月14日） - 中山美緒と共演

### パチンコ
- CRラブ嬢～ご延長の方はいかがなさいますか?～（2011年5月、平和）クラブローズのキャバ嬢・はるか役[7]

### その他
- 東京モーターショー「HONDAブース」[8]（2011年12月）